# Metalização

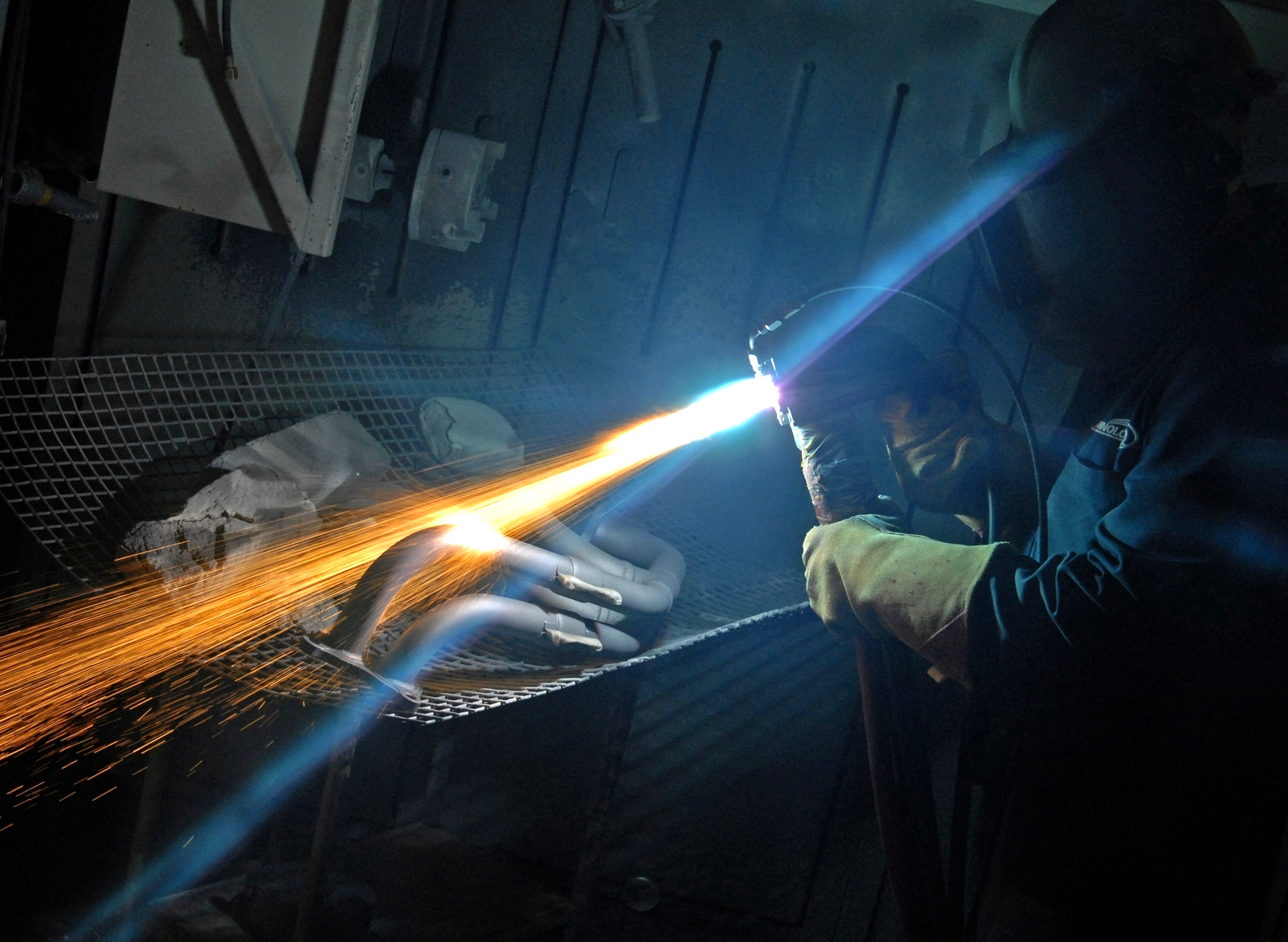
Metalização por plasma

Metalização, também conhecida por Projecçao Térmica é um processo de revestimento no qual metais fundidos são pulverizados numa superfície. O metal de revestimento, sob a forma de arame ou pó. é aquecido por meios eléctricos (Plasma ou Arco elétrico) ou químicos – Chama de combustão.
A Metalização pode fornecer uma espessura elevada (Entre 20 micrómetros a vários milímetros), dependendo do processo e do material a ser depositado, numa grande área e a uma taxa de deposição mais elevada quando comparado com outros processos como Galvanoplastia, Deposição de vapor. Existem vários materiais disponíveis para a metalização tais como metais, ligas metálicas, cerâmicas, plásticos e materiais compósitos. Estes materiais tanto podem ser alimentados em forma de pó ou arame, que é aquecido até à sua fusão ou semi fusão e acelerados através de ar comprimido até aos substratos sob a forma de particulas micrométricas. Os meios mais usados de provocar a fusão são a combustão e o arco electrico. Devido à grande diferença de tamanho entre as partículas em fusão e a superfície fria do substrato, este não sofre um aquecimento significativo.
A qualidade deste revestimento é aferida através da sua Porosidade, conteúdo em Óxido, Dureza, Espessura do revestimento, e Rugosidade da Superfície,
A qualidade deste tipo de revestimentos aumenta com o aumento da velocidade das partículas ao chocarem com a superfície do substrato.

## História

### Invenção
A Metalização foi inventada no final do século XIX, quando um engenheiro suíço – Dr. Max Ulrich Schoop de Zurique, ofereceu um canhão de brinquedo ao seu filho, e verificou que as balas de chumbo que este disparava ficavam firmemente aderidas às superfícies a que fazia alvo. Após estas observações, o Dr. Schoop desenvolveu os primeiros processos para pulverizar o metal em forma de arame, que produziram um protótipo viável em 1912. As primeiras noticias sobre este novo método de revestimento foram publicadas na Revista Scientific American, no artigo Metal Plating with airbrush. O Dr. Schoop patenteou este método nos Estados Unidos através da patente n.º 1 133 507 em 30 de Março de 1915.
As primeiras aplicações comerciais do Processo Schoop tiveram lugar na Alemanha e mais tarde em França. Schoop vendeu os seus direitos a uma firma Alemã chamada “Metalizator”, que desenvolveu, fabricou e distribuiu a tecnologia pela Europa toda e mais tarde, em 1920 nos Estados Unidos.

### Evolução
O processo inicial consistia, e consiste, em usar a chama Oxi-Acetilénica para fundir o arame metálico (Zinco, Alumínio e Chumbo e as suas aplicações iniciais centraram-se em . Nos anos 20 do século XX, foi introduzida a metalização por pistola de arco. Em 1970, foi introduzida a Pistola de Plasma, que permite alcançar temperaturas de 15 000 K, o que permite a metalização de materiais refractários como cerâmicas e óxidos, etc.
No final dos anos 70 foi introduzida uma variante da metalização por chama, conhecido pelo seu acrónimo Inglês de HVOF – High Velocity  Oxy-Fuel , que consegue acelerar as partículas de metal fundido até velocidades supersónicas, o que permitiu também metalizar superfícies com carbonetos.
Mais recentemente foi inventada uma variante do HVOF, denominada Metalização a Quente
Mais recentemente, foi inventada a metalização a frio, pois funciona à temperatura ambiente, as partículas, conjuntamente com um gás a 800 ˚C, são aceleradas até 1500 m/s, através de um bico Laval.  Ao atingirem a superfície a metalizar a esta velocidade as partículas foram uma união metalúrgica com a mesma. Ao não sofrerem qualquer oxidação devido às altas temperaturas, este processo irá permitir colmatar as limitações dos outros métodos.
http://www.csiro.au/solutions/ColdSpray.html
Outro dos mais recentes desenvolvimentos foi a Metalização a Quente, que deriva do sistema HVOF, mas no qual a temperatura do gás de combustão é diminuída através da injecção de Azoto. Este sistema permite a metalização de superfícies com Titânio, sem haver lugar à sua oxidação e degradação que ocorre a elevadas temperaturas.

## Métodos de Metalização
Um sistema típico consiste nos seguintes equipamentos:
- Pistola de pulverização, também chamada ‘’’Tocha’’’, que é o dispositivo que vai realizar a fusão e aceleração das partículas fundidas a serem depositadas;
- Alimentador, que fornece o material a ser fundido, o qual pode ser em forma de Pó, arame ou líquido;
- Meios propulsores que são constituídos por gases que vão impelir as partículas fundidas até à superfície do substrato. O Meio mais usado é o Ar comprimido;
- Meio de aquecimento que é o método usado para aquecer até à fusão o material a ser depositado, podem ser gases como o Acetileno e o Oxigénio ou o Arco eléctrico. Neste último caso o sistema necessita de uma fonte de alimentação.

### Metalização por chama
É o processo que foi inicialmente inventado, e é ainda um dos mais utilizados. Consiste numa pistola que é alimentada pelos gases que vão provocar a chama, Acetileno e Oxigénio, pelo gás propulsor (Ar comprimido) e incorpora dois roletes que puxam o arame do material a depositar. E o alimentam ao bico, que ´o local onde se dá a sua fusão. Neste processo as velocidades das partículas atingem cerca de 150 m/s.

### Metalização por Arco elétrico
Apesar de ter sido inventado ainda nos anos 10 do século XX, a Metalização por arco eléctrico, apenas ganhou importância comercial a partir dos anos 60 do século XX.
Este sistema caracteriza-se por uma pistola que é alimentada por dois arames de material a depositar, os quais são eletrizados por uma corrente direta  quando as duas pontas de arame se aproximam uma da outra no bico da pistola, é criado um arco eletrico que funde o metal. Ao bico da pistola é alimentado também ar comprimido, que é o agente transportador das partículas de metal fundido até à superfície a revestir.

### Metalização por detonação
A metalização por detonação consiste num cano comprido e refrigerado por água, com válvulas de entrada para gases e Pó do material a depositar. Ao cano é alimentado uma mistura de Oxigénio e Acetileno e uma quantidade de material a depositar sob a forma de pó. Uma faísca é usada para inflamar a mistura gasosa. A detonação resultante aquece e acelera conjuntamente com o pó a uma velocidade supersónica através do cano até à superfície a depositar. Entre cada detonação, o cano é purgado com Azoto. O processo é repetido várias vezes por segundo a uma frequência de 3 a 6 Hz.
A energia cinética das partículas de pó quente na altura do impacto (> 800 m/s) com o substrato, resultam num revestimento muito denso e resistente.

### Metalização por Chama de Alta Velocidade – HVOF
Inventado pela Union Carbide, hoje Praxair em 1958, este método apenas se difundiu a partir dos anos 80. É um processo parecido com a Metalização por Detonação, mas que opera continuamente. Consiste em alimentar numa câmara de combustão, o material de revestimento e uma mistura gasosa ou líquida de combustível e Oxigénio onde é inflamada e queimada continuamente. O gás quente resultante a uma pressão de 1 MPa emana através de um cano onde atinge velocidades de 1800 m/s transportando as partículas até à superfície a revestir. Ao contrário da Metalização por detonação, este processo funciona em contínuo.
Como combustível o HVOF pode usar vários tais como os gases Hidrogénio, Metano, Acetileno, etc e líquidos Querosene, etc.
O revestimento de metalização por HVOF, pode chegar a 12 mm de espessura e é usado para depositar materiais resistentes à abrasão, desgaste e corrosão em peças e componentes metálicos e cerâmicas.
Os pós mais usados são Carboneto de tungsténio, Carboneto de crómio, Aço inoxidável, ligas de níquel, Alumínio, etc..

### Metalização por Plasma

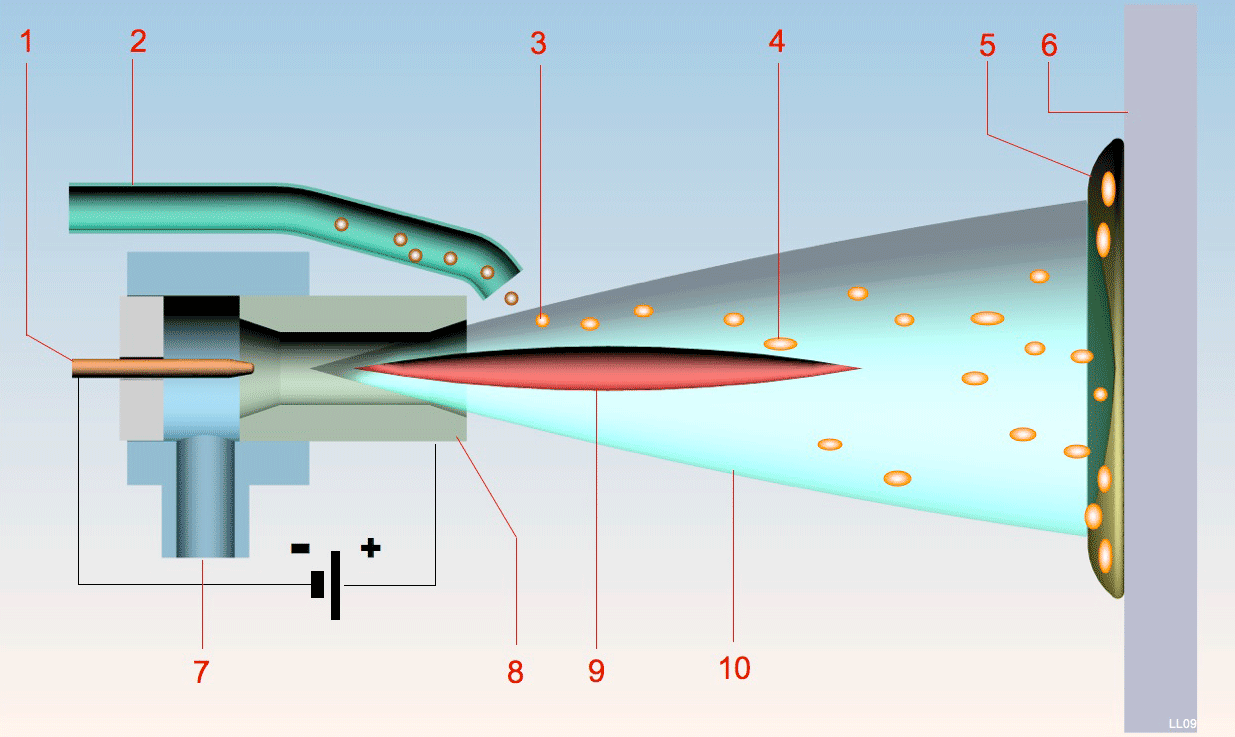
Processo de Metalização por Plasma

Neste processo, o material a ser depositado é geralmente sob a forma de pó e arame, é introduzido no jacto de plasma que emana da tocha de plasma. No jacto, onde a temperatura atinge 10 000 K, o material é fundido e propulsionado até ao substrato. Aí, as gotículas fundidas achatam-se, solidificam rapidamente e formam um depósito. A qualidade do revestimento é influenciado por bastantes parâmetros tais como: O Material a ser depositado, a composição do gás de plasma, a taxa de fluxo, a entrada de energia, a distância da pistola ao substrato, a temperatura do substrato, etc.
Devido às altas temperaturas proporcionadas pelo plasma, este método permite a aplicação de matériais cerâmicos.

### Metalização a frio
Em meados dos anos 90 foi inventada na Rússia através da observação acidental de uma rápida formação de um revestimento num alvo colocado num Túnel de vento quando se encontrava a ser bombardeado com pós fino a alta velocidade, numa experiência sobre erosão de materiais.
Na Metalização a frio, as partículas do material a depositar são aceleradas a velocidades muito elevadas de um gás de transporte ao passar por um bico tipo Laval. Após o impacto as partículas sólidas com energia cinética suficiente deformam-se plasticamente e ligam-se metalurgicamente ao substrato, formando assim o revestimento. A velocidade crítica para formar a ligação depende das propriedades dos materiais, da temperatura e do tamanho da partícula. Metais macios como o Cobre e o Alúminio são os mais indicados para a metalização a frio, mas outros materiais de revestimento como o Tugsténio, Tântalo, Titânio, MCrAlY também podem ser aplicados através deste método.

### Metalização a quente
É uma nova modificação do processo HVOF, no qual a temperatura de combustão é baixada através da mistura de Azoto aos gases de combustão, fazendo com que o processo se assemelhe à Metalização a frio. O gás resultante contém muito vapor de água, hidrocarbonetos e Oxigénio, sendo por isso mais sujo que a metalização a frio. No entanto a eficiência do revestimento é muito maior. Por outro lado as temperaturas mais baixas na metalização a quente, reduzem a fusão e as reacções químicas do pó (Quando comparadas com o HVOF). Estas vantagens são especialmente importantes para materiais como o Titânio, Plásticos  que oxidam rapidamente ou se deterioram a altas temperaturas.

## Aplicações
- Recondicionamento de Cambotas;
- Protecção Anti-Corrosiva;
- Protecção Anti-Vegetativa;
- Alteração da Condutividade térmica;
- Alteração da Condutibilidade elétrica;
- Controlo do desgaste;
- Reparação de superfícies danificadas;
- Protecção contra altas temperaturas;
- Implantes médicos.

## Segurança
Caso sejam seguidas as boas práticas da metalização (Equipamentos bem mantidos e práticas de pulverização correctas), o processo não é perigoso. Tal como muitos outros processos industriais, existem riscos associados que devem ser tidos em conta pelo operador através da adopção de medidas de segurança colectivas e individuais.
O equipamento de metalização deve ser operado, de preferência, automaticamente e dentro de uma cabina apropriada
, com ventilação e extracção de fumos e poeiras e com protecção acústica e que impeça a visualização da cabeça da pistola de metalização. Caso a operação seja feita manualmente o número de riscos aumenta para além dos que usualmente são encontrados nos outros processos industriais

### Ruído
A metalização utiliza gases comprimidos, os quais criam ruído. Os níveis sonoros variam com o tipo de equipamento de pulverização, o material a ser depositado e os parâmetros de operação. O nível sonoro do equipamento de metalização varia entre os 105 dB na Metalização por Arco Eletrico e os 145 dB na Metalização por detonação

### Radiações Ultravioleta
O equipamento de pulverização por combustão produz uma chama intensa, a qual pode ter uma temperatura de mais de 3100 ˚C e é muito brilhante. O equipamento de metalização por arco eléctrico produz uma luz ultravioleta, a qual pode danificar os tecidos humanos sensíveis. As cabinas de metalização devem possuir vidros escuros para absorção de radiações ultravioleta. Quando isto não for possível os operadores e outros colaboradores nas proximidades devem usar óculos escuros de protecção com pelo menos lentes de protecção verdes com grau BS n.º 6. Devem ser montadas telas opacas à volta das zonas a pulverizar, caso seja possível. A ponta da pistola de pulverização nunca deve ser olhada directamente quando esta estiver ligada.

### Gases e poeiras
A atomização de materiais fundidos produz uma grande quantidade de fumos compostos por partículas muito finas (Cerca de 85 – 90 % inferiores a 100 nm) 
Unidades de ventilação adequadas são vitais, não só para a segurança dos colaboradores, mas também para evitar a deposição sobre o substrato de partículas re-solidificadas. A utilização pelo pessoal de máscaras de respiração com filtros apropriados é obrigatória.
1. Particulas de metal finamente divididas são potencialmente pirofóricas e não se deve deixar acumular.
2. Certos materiais, tal como o Alumínio, Zinco e outros metais podem reagir com a Água e formar Hidrogénio, o que pode formar uma atmosfera potencialmente explosiva e o equipamento de ventilação/extracção deve estar preparado contra esta eventualidade.[18]
3. Fumos e gases de certos metais, principalmente Zinco, e ligas de Cobre, são bastante desagradáveis ao cheiro e, em certos indivíduos, podem causar reacções alérgicas de tipo febril que aparecem algum tempo após exposição. Geralmente este tipo de reacção desaparece rapidamente, caso contrário deve-se consultar um médico.

### Riscos eléctricos
As pistolas de metalização eléctricas operam a baixas voltagens (inferior a 45V DC), mas a intensidades de corrente relativamente elevadas. Se forem mantidas regularmente o isolamento permite a sua manipulação segura. As fontes de alimentação estão ligadas à corrente de 440 V AC e devem ser manipuladas com precaução.

### Altas temperaturas
As pistolas de metalização por combustão usam Oxigénio e gases combustíveis. Estes últimos são potencialmente explosivos, em particular o Acetileno apenas pode ser usado debaixo de condições especiais. O Oxigénio, apesar de não ser explosivo, mantém a combustão e muitos materiais  podem inflamar espontaneamente caso os níveis de Oxigénio sejam excessivos. Deve haver especial cuidado para evitar fugas e os depósitos de Oxigénio e gases combustíveis devem estar isolados quando não em utilização.

## Leituras Recomendadas
- Pawlowski L, "The Science and Technology of Thermal Spray Coatings" (New York: Wiley, 1995)
- Papyrin A, Kosarev V, Klinkov S, Alkhimov A and Fomin V "Cold Spray Technology" (Oxford: Elsevier, 2007)
- Alternative Methods of Metal Deposition
- Davies, Joseph R., ”Handbook of Thermal Spray Technology (ASM International, 2004)